# Ak-Buura
Der Ak-Buura (kirgisisch Ак-Буура; usbekisch Oqburasoy) ist ein Fluss in Zentralasien. Er hat eine Länge von 148 km und fließt durch Kirgisistan und Usbekistan. Sein Einzugsgebiet umfasst 2540 km², der mittlere Abfluss beträgt 21,4 m³/s.

## Verlauf
Der Ak-Buura entspringt am Nordhang des Alaigebirges. Er fließt anfangs in Richtung Ostnordost durch das Gebirge. Später wendet er sich nach Norden. Er wird zum Papan-Stausee aufgestaut. Der Fluss durchfließt die Gebietshauptstadt Osch, wendet sich nach Nordwesten und überquert die Grenze nach Usbekistan. Er kreuzt südlich von Xoʻjaobod den Südlichen Ferghanakanal.
Ursprünglich durchschnitt der Ak-Buura einen niedrigen Höhenrücken, um in die Tiefebene des Ferghanatals und nach Andijon zu fließen. Heute wird der Ak-Buura nördlich von Xoʻjaobod über den Shahrixonsoy nach Westen zum Arawansai umgeleitet.